# Pre Pre Libertadores 2000
La Pre Pre Libertadores 2000 es la tercera edición del torneo el cual reparte los dos boletos a los equipos mexicanos para la Copa Libertadores 2001.
El torneo fue ganado por el Cruz Azul al obtener el primer lugar de grupo con 10 puntos y así obtuvo el lugar de México 1, mientras que el Atlante que logró el segundo lugar con 7 puntos con lo que logró calificar como México 2 a la Pre-Libertadores 2001 contra clubes venezolanos por dos lugares a la Copa Libertadores 2001.
Se jugó nuevamente en Estados Unidos, pero ahora bajo el formato de un pentagonal todos contra todos, clasificando los dos primeros lugares.

## Resultados
| Po. | Equipo    | Jj | Jg | Je | Jp | GF | GC | Dif | Pts |
| --- | --------- | -- | -- | -- | -- | -- | -- | --- | --- |
| 1   | Cruz Azul | 4  | 3  | 1  | 0  | 10 | 1  | -5  | 10  |
| 2   | Atlante   | 4  | 2  | 1  | 1  | 7  | 5  | -7  | 7   |
| 3   | UNAM      | 4  | 1  | 3  | 0  | 6  | 1  | -3  | 6   |
| 4   | Atlas     | 4  | 1  | 0  | 3  | 3  | 6  | -6  | 3   |
| 5   | América   | 4  | 0  | 1  | 3  | 1  | 9  | -1  | 2   |

| 2 de agosto de 2000 | Cruz Azul                            | 3:1 (2:0) | Atlante     | San Francisco, California |  |
|                     | Reynoso 12' · Macías 24' · Owusu 50' |           | Arangio 70' |                           |  |

| 2 de agosto de 2000 | UNAM | 0:0 (0:0) | Cruz Azul | San Francisco, California |  |

| 8 de agosto de 2000 | Atlas      | 1:2 (1:1) | Atlante         | Cotton Bowl, Dallas, Texas |  |
|                     | Osorno 33' |           | Abundis 12' 53' |                            |  |

| 10 de agosto de 2000 | América   | 1:5 (0:0) | Atlas                                                       | Los Ángeles, California |  |
|                      | Estay 49' |           | Castillo 63' 82' · Rodríguez 53' · Collazo 71' · Méndez 90' |                         |  |

| 10 de agosto de 2000 | UNAM       | 1:1 (1:0) | Atlante     | Los Ángeles, California |  |
|                      | Lozano 11' |           | Ortegón 57' |                         |  |

| 23 de agosto de 2000 | Atlas | 0:1 (0:1) | Cruz Azul        | Chicago, Illinois |  |
|                      |       |           | Durán 23' (a.g.) |                   |  |

| 23 de agosto de 2000 | América | 0:0 (0:0) | UNAM | Chicago, Illinois |  |

| 30 de agosto de 2000 | América | 0:3 (0:3) | Atlante                       | Cotton Bowl, Houston, Texas |  |
|                      |         |           | Arangio 11' · Pacheco 33' 46' |                             |  |

| 30 de agosto de 2000 | UNAM                   | 2:0 (0:0) | Atlas | Cotton Bowl, Houston, Texas |  |
|                      | López 68' · Lozano 83' |           |       |                             |  |

| 6 de septiembre de 2000 | Cruz Azul | 1:0 (1:0) | América | Fresno, California |  |
|                         | Moreno 3' |           |         |                    |  |

## Goleadores
2 goles

 Víctor Pacheco - Atlante

 José Manuel Abundis - Atlante

 Hugo Castillo - Atlas

 Germán Arangio - Atlante

 Jaime Lozano - UNAM

1 gol

 Juan Reynoso - Cruz Azul

 Alberto Macías - Cruz Azul

 James Owusu - Cruz Azul

 Daniel Osorno - Atlas

 Juan Pablo Rodríguez - Atlas

 Mario Méndez - Atlas

 Jorge Collazo - Atlas

 Wilmer Ortegón - Atlante

 Israel López - UNAM

 Joaquín Moreno - Cruz Azul

Cruz Azul

Campeón